# Mohan (India)
Mohan is een nagar panchayat (plaats) in het district Unnao van de Indiase staat Uttar Pradesh. 

## Demografie
Volgens de Indiase volkstelling van 2001 wonen er 13.553 mensen in Mohan, waarvan 54% mannelijk en 46% vrouwelijk is. De plaats heeft een alfabetiseringsgraad van 46%. 